# 紅河鱂
紅河鱂為輻鰭魚綱鯉齒目鯉齒亞目鯉齒鱂科的其中一種，分布於北美洲美國奧克拉荷馬州及德州Red河上游及Brazos河流域，體長可達6公分，棲息在水淺、沙泥底質溪流，以昆蟲等為食，可作為觀賞魚。

## 擴展閱讀
維基物種上的相關：紅河鱂